# لا کرافت (اوهایو)
لا کرافت (به انگلیسی: La Croft) یک منطقهٔ مسکونی در ایالات متحده آمریکا است که در شهرستان کلمبیانا، اوهایو واقع شده‌است. لا کرافت ۲٫۹۶ کیلومتر مربع مساحت و ۱٬۱۴۴ نفر جمعیت دارد و ۳۵۷ متر بالاتر از سطح دریا واقع شده‌است.